# Kreodanthus
Kreodanthus é um género botânico pertencente à família das orquídeas (Orchidaceae).

## Espécies
1. Kreodanthus casillasii R.González, Acta Bot. Mex. 31: 34 (1995).
2. Kreodanthus corniculatus (Rchb.f.) Garay, Bradea 2: 198 (1977).
3. Kreodanthus crispifolius Garay, Opera Bot., B 9(225: 1): 288 (1978).
4. Kreodanthus ecuadorensis Garay, Opera Bot., B 9(225: 1): 288 (1987).
5. Kreodanthus elatus (L.O.Williams) Garay, Bradea 2: 199 (1977).
6. Kreodanthus loxoglottis (Rchb.f.) Garay, Bradea 2: 199 (1977).
7. Kreodanthus myrmex Ormerod, Harvard Pap. Bot. 9: 394 (2005).
8. Kreodanthus ovatilabius (Ames & Correll) Garay, Bradea 2: 199 (1977).
9. Kreodanthus rotundifolius Ormerod, Harvard Pap. Bot. 9: 394 (2005).
10. Kreodanthus secundus (Ames) Garay, Bradea 2: 199 (1977).
11. Kreodanthus simplex (C.Schweinf.) Garay, Bradea 2: 199 (1977).